# نفثةالمصدور

کتاب نفثةالمصدور اثر شهاب‌الدین زِیدریِ نَسَوی

نَفْثَةُالمَصْدور کتابی به زبان فارسی نوشتهٔ شهاب‌الدین زیدری نسوی، منشی سلطان جلال‌الدین خوارزمشاه است. این کتاب در شرح مصائبی است که در حملهٔ مغول بر وی گذشته‌است. نثر کتاب، نمونهٔ اعلای نثر فنی در سدهٔ هفتم هجری قمری است.
موضوع اصلی آن تاریخ ایران در دوره حمله مغول و سقوط حکمرانی خوارزمشاهیان بر ایران است که نویسنده علاوه بر شرح تاریخی آن دوره به بیان احساسات خویش درباره مخدوم خود جلال الدین خوارزمشاه پرداخته است .

## زمان نگارش کتاب
شهاب‌الدینْ محمد نسوی در سال ۶۲۱ ق از جانب والی نسا (در خراسان)، به دربار سلطان جلال‌الدین فرستاده شد و تا سال ۶۲۸ ق، که سال‌مرگ جلال‌الدین است، در خدمت او بود. او در سال ۶۲۹ ق در میافارقین اقامت کرد و نفثةالمصدور را در آنجا نوشت.
نام کتاب برگرفته از دو عبارتی است که در خود کتاب آمده : 
" از نفثه المصدوری که مهجوری بدان راحتی تواند یافت چاره نیست ." 
" بیا تا به سر نفثه المصدور خویش باز شویم که این مصیبت نه از آن قبیل است که ببکاء و عویل در مدت طویل حق آن توان گزارد ." 
هر چند از این دو عبارت معلوم نمی شود که نفثه المصدور اسم این کتاب باشد اما با توجه به اینکه معنای مجازی آن شکایت از روزگار و شرح وقایع ناگوار وارده بر شخص و به اصطلاح درد دل است نفثه المصدور نام مناسبی است که با موضوع کتاب هم ارتباط دارد .

## چاپ کتاب
این کتاب با تصحیح امیرحسن یزدگردی در سال ۱۳۴۳ توسط ادارهٔ کل نگارش وزارت آموزش و پرورش منتشر شده‌است.

## ویژگی کتاب
نفثه المصدور از جمله کتاب های معتبر تاریخ و ادبیات فارسی است و مولف حوادث و وقایع زمان و اوضاع دربار خوارزمشاه و حمله های مغول به آذربایجان و سرنگونی خوارزمشاهیان و جنگ ها و دفاع ها و در نهایت سرانجام آن را به تفصیل شرح می دهد .
کتاب نفثه المصدور یکی از منابع مهم تاریخ دوران استیلای مغول است و مورخان همواره این کتاب را به همراه کتاب سیرت جلال‌الدین از منابع تاریخ این دوران محسوب داشته اند . 
با توجه به اینکه این کتاب تاریخی از نوع کتب علمی محسوب می شود و به منظور تفهیم و تفاهم است و باید به شیوه مرسل نوشته شود اما نسوی این کتاب را به نثری مصنوع اما مؤثر و دلنشین نگاشته است .

## سبک نثر کتاب
سبک نثر دوره مغول تحت تاثیر سبک نثر دوره سلجوقی و دوره خوارزمشاهی است و مهمترین سبک رایج این دوره سبک نثر مصنوع است که شاید بتوان گفت یکی از عوامل اصلی ایجاد آن سرمشق قرار دادن کار منشیان و مقامه نویسان عربی توسط منشیان و مترسلان فارسی نویس بود . 
زیدری به سبک رسایل و کتاب های زمان خود و آثار نویسندگان قرن ۶ توجه داشته و از الفاظ و شیوه جمله ها و عبارات کتاب پیداست که به نثر ابوالمعالی نظر داشته و همان سبک را پیروی کرده است .
انشای کتاب بسیار منشیانه و فصیح است و هر چند نویسنده به افراط از زبان و ادب عربی استفاده کرده است اما با این حال توانایی و مهارت نویسنده در زبان پارسی در قسمت هایی از کتاب که دربرگیرنده عبارات زیبای فارسی است خود را نشان داده است .

## نگاهی به مقدمهٔ کتاب
در زیر چند سطر از مقدمهٔ کتاب آورده می‌شود.

بارِ عدم التفات و قلّت مبالاتِ یارانِ منافق و دوستان ناموافق چند بر دل سنجی؟! غصهٔ اِخوانِ نامصادق و اصدقاء مُماذِق اگر با گور بری درنگنجی. در تعجبم، تا این دلِ ضعیف چندین سال این‌همه غصه چگونه خورد! عجب دلی‌ست با این‌همه درد که در او بود نشکافت! صبح سعادت عمّاقریب چشم مدار، که محنتِ یلداست. کارِ امروز به فردا میفکن، هرچند امروز را فرداست. با این‌همه که خاطر از تصاریفِ احوالِ روزگار چون زلفِ دلبران پریشان است، و تن در تکالیفِ دهرِ غدّار مانند چشم خوبانْ ناتوان، در دل سرِ مویی نه که تیرِ جَزمی از آسیبِ زمانه بدو نرسیده‌است و در تن سرِ انگشتی نه که چرخی از گشادِ محنت نخورده،
| فَصِرتُ اذا اصابَتْنی سِهامٌ |  | تکسّرتِ النّصالُ عَلَی النّصالِ |
از نفثةالمصدوری که مهجوری بدان راحتی تواند یافت چاره نیست و از انین‌المهجوری که رنجور را در شبِ دِیجورِ هجر بدان شفایی تواند بود، گزیر نه…

## اهمیت تاریخی کتاب
این کتاب از منابع مهم و معتبر دوران حملهٔ مغول به ایران است. این کتاب دربارهٔ زندگانی سلطان جلال‌الدین نیز هست. بیت زیر در این کتاب، گویای زندگی نویسندهٔ آن است.
| هرگز درنگ او به زمینی دو شب نبود |  | تا او قرار کرد جهان بی‌قرار شد |